# Marienburg (schip, 1955)
De Marienburg is een Duits passagiersschip.

## Geschiedenis
Het schip werd in 1955 gebouwd op de Schmidt scheepswerf in Oberkassel en kreeg de naam Heinz. De eerste verbouwing vond al plaats in 1959 en resulteerde in een verlenging van 23,53 naar 28,33 meter; een volgende verbouwing vond plaats in 1972. In 1975 noemde Günter Benja een mogelijke afgeronde lengte van 30 meter en een breedte van 5,20 meter voor het schip. Volgens Benja had Heinz destijds een vergunning voor het vervoer van 270 passagiers en was het uitgerust met een motor van 280 pk, waarmee het een snelheid van 14,5 km/u kon bereiken. Destijds behoorde het schip, samen met de Carmen Sylva, toe aan de passagiersvaartmaatschappij Christian Collée in Neuwied.
In 1990 veranderde het schip van naam en werd het de Marienburg en in 1993 kreeg het een nieuwe motor met 305 pk. Volgens Dieter Schubert kon het schip in 2000 nog 250 passagiers vervoeren, toen het eigendom was van de passagiersrederij Zeller Land in Alf aan de Moezel.
In 2016 werd een volledig gereviseerde motor met 272 pk geïnstalleerd. De Marienburg heeft ook een hulpmotor.
Op het hoofddek is er een salon evenals toiletfaciliteiten en de keuken met bar, terwijl er op het bovendek twee kleine zonnedekken zijn naast een salon. In 2022 werd de Marienburg te koop aangeboden voor 120.000 euro. Op dat moment mocht ze slechts 125 passagiers vervoeren.

## Routes

### Omgeving Bernkastel
Het ship vaart van Bernkastel naar Traben-Trarbach